# 북쪽왕관자리 로 b
북쪽왕관자리 로 b는 북쪽왕관자리 방향으로 지구로부터 약 57광년 떨어진 곳에 있는 외계 행성이다. b의 모항성 북쪽왕관자리 로는 태양과 비슷한 G형 주계열성이다. 1997년 4월 24일 발견 사실이 최초로 공식 발표되었다. 항성과 행성 사이 거리는 약 0.229 천문단위로, 태양과 지구 간격의 5분의 1밖에 되지 않는다. 짧은 거리 때문에 1회 공전 시간은 약 40일에 지나지 않는다. 지금까지 밝혀진 이 행성의 최소 질량은 목성과 거의 비슷하다. 그러나 시선 속도법으로는 행성의 궤도경사각까지 알 수 없어서, 경사각이 몇 도이냐에 따라 행성의 질량은 더 늘어날 수 있다. 북쪽왕관자리 로 주위에는 먼지 원반이 둘려 있는데, 행성 궤도가 원반과 일치한다고 가정할 경우 그 질량은 목성의 1.5배 수준으로 약간 늘어난다.
2000년 히파르코스 위성의 관측 결과에 따라 여러 과학자들은 이 행성의 궤도경사각은 0.5도이며 따라서 질량은 목성의 무려 115배에 이른다는 발표를 했다. 이 정도 질량은 더 이상 행성이나 갈색 왜성으로도 볼 수 없으며, 적색 왜성 수준이 된다. 그러나 이 값은 통계적으로 있을 가능성이 희박하며, 주장 자체도 철회되었다.

## 참고 문헌
- Noyes;  외. (1997). “A Planet Orbiting the Star ρ Coronae Borealis”. 《The Astrophysical Journal Letters》 483 (2): L111–L114. doi:10.1086/310754.
- Butler;  외. (2006). “Catalog of Nearby Exoplanets”. 《The Astrophysical Journal》 646 (1): 505–522. doi:10.1086/504701. 2019년 12월 7일에 원본 문서에서 보존된 문서. 2009년 6월 14일에 확인함.